# 蔡璐
蔡璐（1945年—2015年6月19日），江苏常熟人，中国大陆作曲家，也是中国电影家协会会员、中国音乐家协会会员。

## 简历
1968年毕业于上海音乐学院作曲系，1975年进入上海美术电影制片厂任作曲，并从1985年起在上海电影制片厂任作曲。曾为《黑猫警长》、《模范丈夫》、《特殊身份的警管》、《驯狮三郎》、《好猫咪咪》、《抬驴》、《二只小孔雀》、《预防近视眼》、《熊猫》、《林则徐》等多部影视剧作品编曲，其中由她作曲的《黑猫警长》的主题曲《啊哈，黑猫警长》在中国大陆家喻户晓。
2015年6月19日晚上（美国时间），蔡璐在西雅图去世，享年70岁。